# Kliopsyllus spiniger
Kliopsyllus spiniger är en kräftdjursart som beskrevs av Wells, Kunz och Rao 1975. Kliopsyllus spiniger ingår i släktet Kliopsyllus och familjen Paramesochridae.

## Underarter
Arten delas in i följande underarter:
- K. s. ornatus
- K. s. spiniger